# Anthiponvettam
Anthiponvettam là một bộ phim tiếng Malayalam của Ấn Độ năm 2008 do AV Narayanan đạo diễn.

## Nội dung
Jeevan và Nidhi, hai người bạn thân làm việc trong lĩnh vực CNTT, xin nghỉ làm và lên kế hoạch cho một chuyến đi nghỉ đến vùng đất của sự sống. Khi đến vùng đất của sự sống, họ phát hiện ra rằng cha và mẹ của họ đang có ý định bán ngôi nhà của gia đình họ, Mangalamthodi. Sen Guevara, một kẻ lừa đảo, cố gắng chiếm đất thông qua các âm mưu. Câu chuyện xoay quanh cuộc đời và kho báu của Kurup Mash và Vanitha trong nỗ lực cứu một ngôi làng vô tội khỏi nanh vuốt của mafia đất đai và những diễn biến tiếp theo.

## Diễn viên
- Arun trong vai Jeevan
- Ramya Nambeesan trong vai Vanitha
- Saiju Kurup trong vai Nithin
- Jagathy Sreekumar trong vai Keluji
- Nedumudi Venu trong vai Kuruppu Mash
- Jagadeesh trong vai VN Sen Guvera
- VK Sreeraman trong vai Cha của Jeevan
- NL Balakrishnan
- Lakshmi Krishnamoorthy
- Urmila Unni trong vai mẹ của Jeevan